# Ramblin' Roots

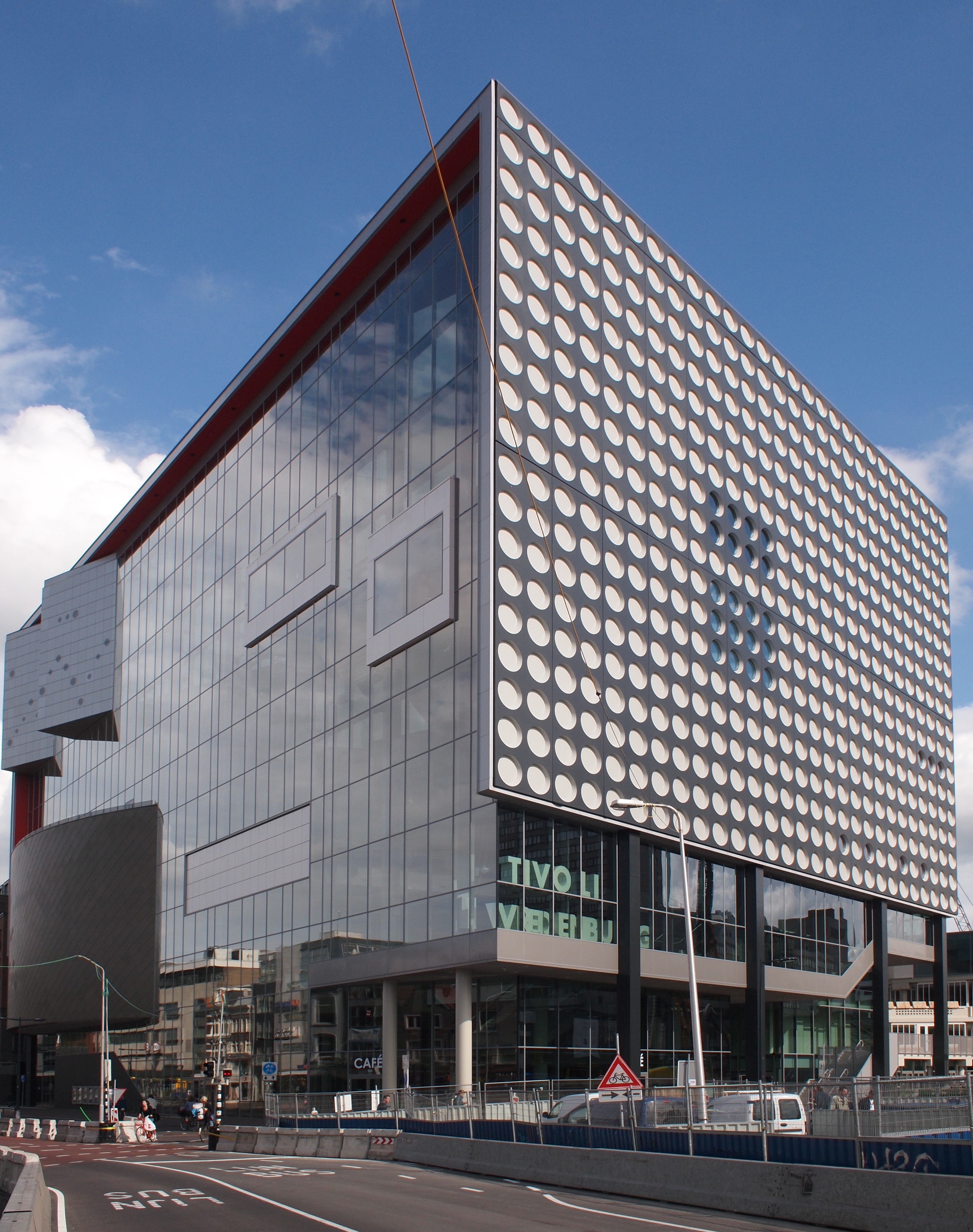
Ramblin' Roots vond plaats in TivoliVredenburg

Ramblin' Roots is een muziekfestival voor soul, rootsrock, blues en aanverwante stijlen, dat plaatsvindt in de grote en  kleinere zalen van TivoliVredenburg in Utrecht. Het festival kan gezien worden als de opvolger van Blue Highways, dat tussen 2000 en 2011 in het Muziekcentrum Vredenburg plaatsvond, en de Blues Estafette die niet minder dan 25 keer in Utrecht werd gehouden. De eerste aflevering van Ramblin' Roots vond plaats op zaterdag 18 oktober 2014.

## Afleveringen

### Ramblin' Roots 2014 #1
zaterdag 18 oktober 2014
Grote zaal:
- Thomas Dybdahl
- Eric Sardina & Big Motor
- Lee Fields & the Expressions
- Robert Cray Band

Pandora:
- Gregory Page
- Otis Gibbs

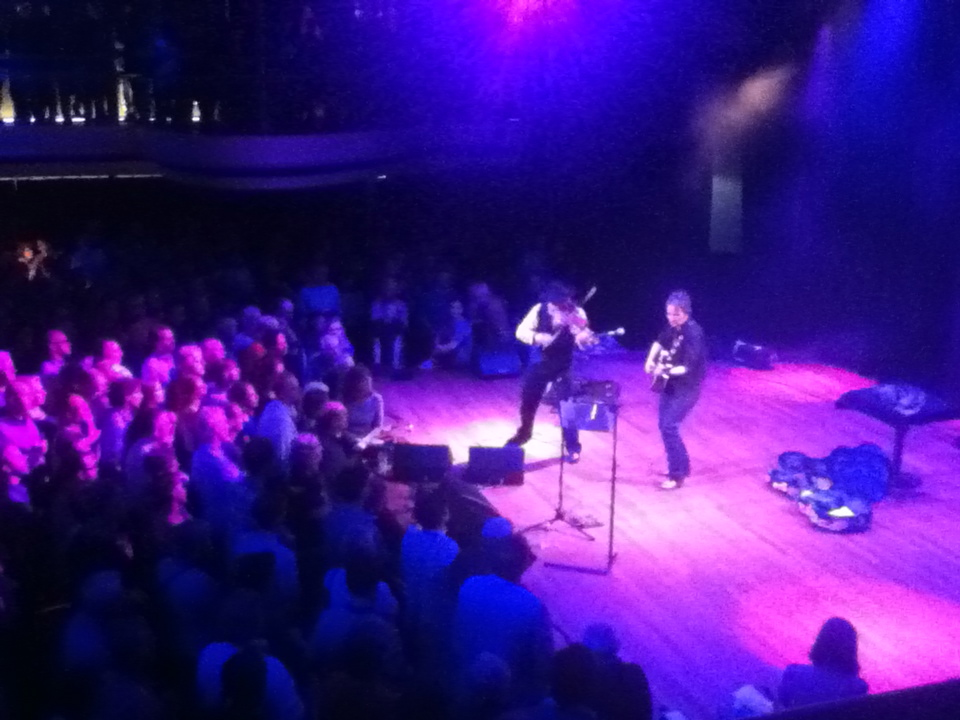
Mary Gauthier in Cloud 9

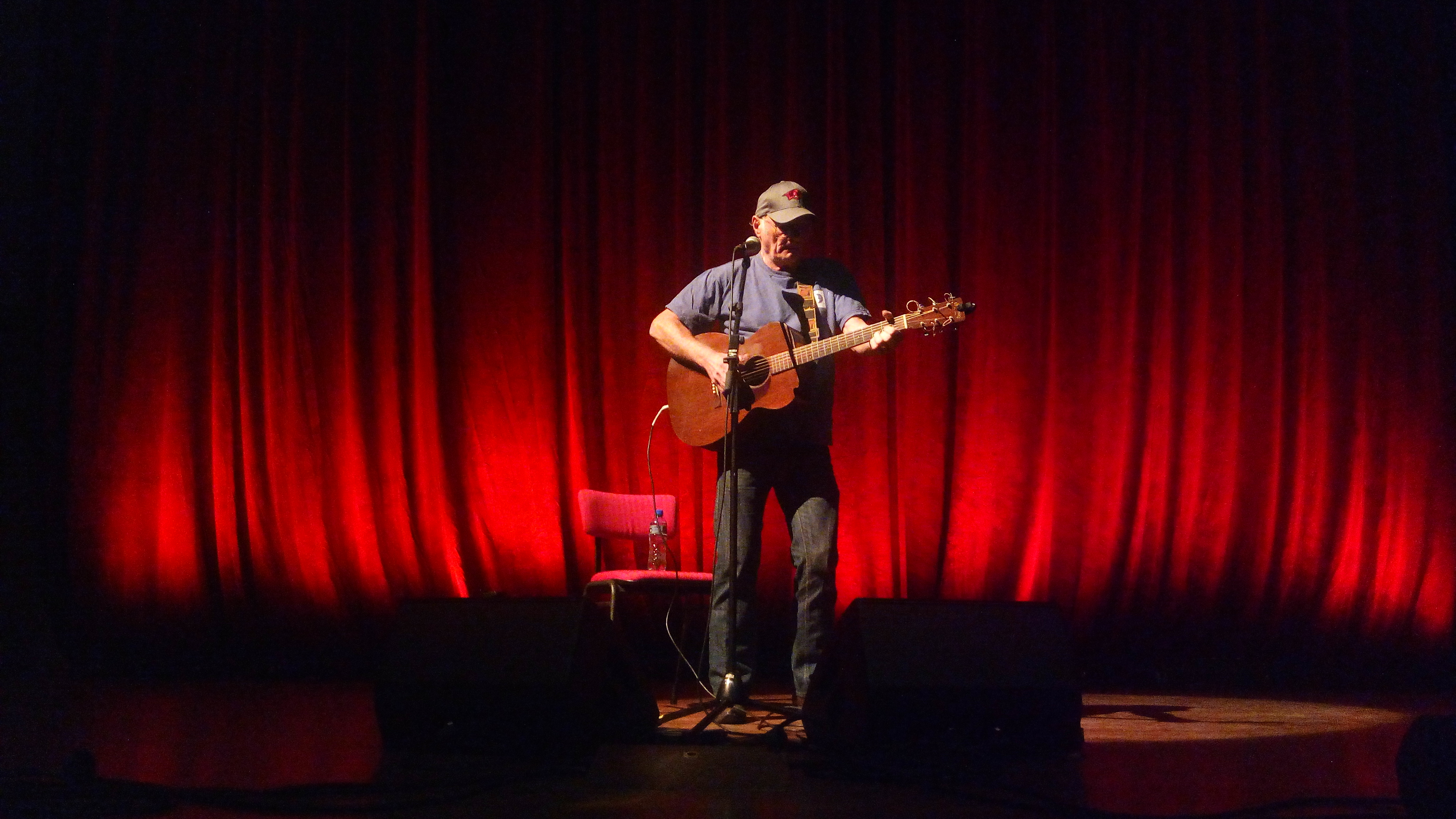
Michael Chapman tijdens Ramblin' Roots 2017

- Memo Gonzalez ft. Holland K. Smith
- Blue Grass Boogieman

Cloud 9:
- Greg Trooper
- Dave McGraw & Mandy Fer
- Mary Gauthier
- Gemma Ray

Plein 6:
- Reverse Cowgirls
- The Tightropes
- Dry Riverbed Trio
- The Cannonball Johnsons

### Ramblin' Roots 2015 #2
zaterdag 24 oktober 2015
Grote zaal:
- Beans & Fatback
- Jimmy LaFave
- Sonny Landreth
- Pokey LaFarge

Pandora:
- Albert Castiglia
- Gregory Page
- Eilen Jewell & band
- Joe Louis Walker

Cloud 9:
- Stephen Fearing
- Steve Dawson
- Sam Baker
- Gretchen Peters

Plein 5:
- Miss Tess & The Talkbacks
- Small Time Crooks
- Robbing Banks

### Ramblin' Roots 2017 #4
- Michael Chapman
- Jonny Lang
- Bökkers
- Kieran Goss
- Levi Parham
- Doug Seegers
- Ben Miller Band
- Jesse Dayton

## Andere Americana-festivals
- Blue Highways
- Roots of Heaven
- Take Root